# Louis Frank

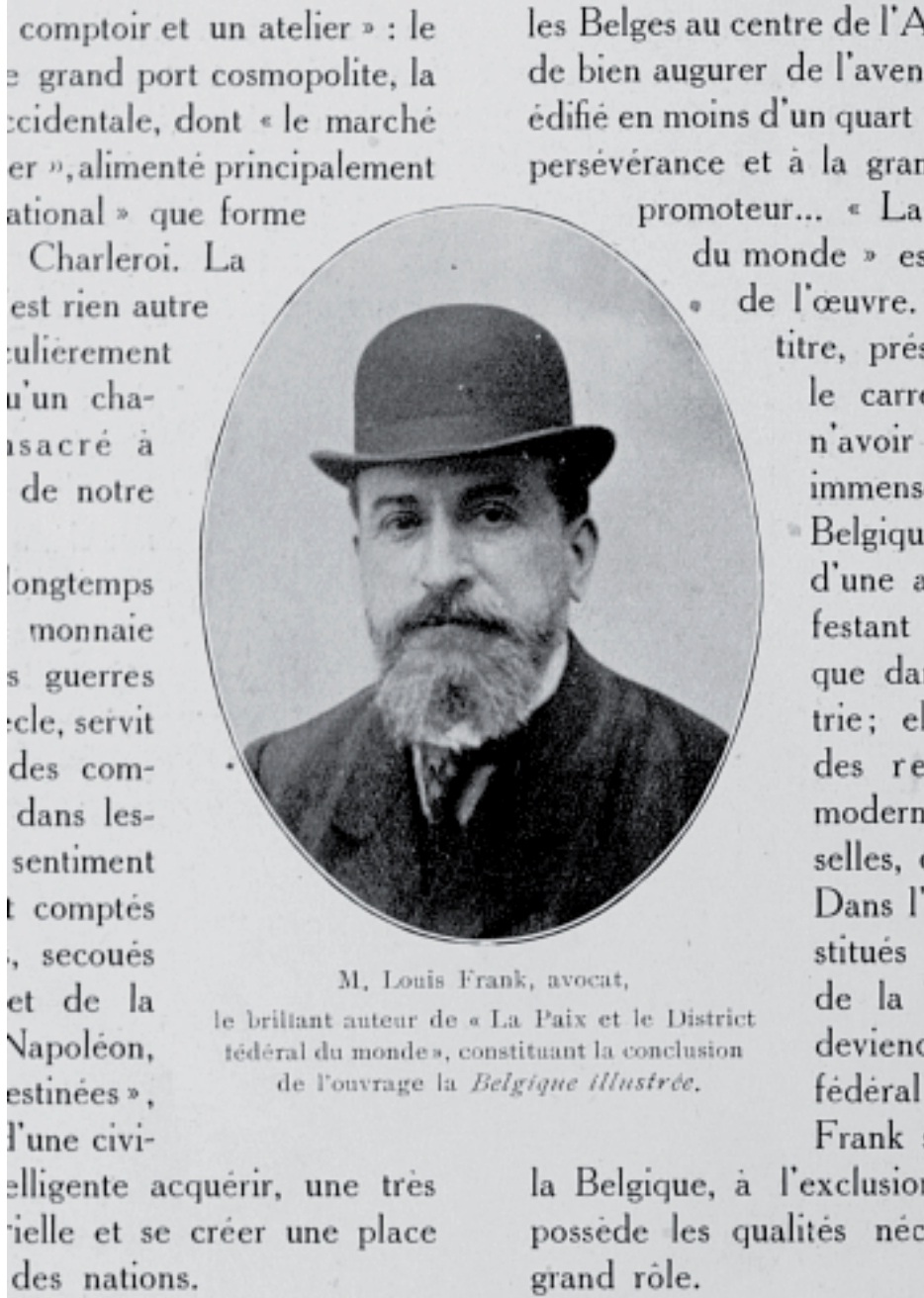
Louis Frank, 1911

 Louis Frank soms ook wel Franck (Brussel, 22 januari 1864 - 1917) was een Belgisch advocaat.

## Biografie[1]
Louis Franck is de zoon van Joods Belgen. Hij behaalde in 1886 een diploma rechten en filosofie aan de universiteit van Brussel. In 1886 schreef hij een pamflet met betrekking tot vrouwen als advocaat. In 1892 verscheen zijn bekende essay over vrouwenrechten waarna hij met Marie Popelin de Ligue belge du droit des femmes oprichtte.
Ook nadat hij uit zijn vereniging stapte, bleef hij opiniestukken schrijven zoals Le Grand Catéchisme de la femme,  La femme contre l'alcool,  L'assurance maternelle, L'Education domestique des jeunes filles